# Peradectes
Peradectes — вимерлий рід дрібних метатерійних ссавців, відомий з крейди і палеоцену Північної та Південної Америки до еоцену Північної Америки та частини Європи. Перша виявлена скам'янілість P. elegans була однією з 15 зразків Peradectes, описаних у 1921 році з Колорадо.

## Етимологія
Назва роду походить від грецького pera- — «мішок» і -dectes — «кусач», що вказує на те, що сумчасті тварини переважно були м'ясоїдними.

## Поширення
Скам'янілості групи Peradectidae, частиною якої є Peradectes, були знайдені переважно в Північній півкулі. Можливо, це єдиний рід сумчастих, відомий з Тиффанського періоду північноамериканського наземного ссавця в палеоцені, який зберігає своє широке розповсюдження з попереднього торрехонського віку.
Зразки були знайдені на території Месселя в Німеччині та в інших частинах цієї країни та південній Англії. Хоча перадектиди були найбільш поширеними на північних континентах, зразки, віднесені до Peradectes, також відомі з Південної Америки. Існування Peradectes у Південній Америці є важливим з точки зору ширшої еволюції сумчастих, оскільки є докази того, що предки сучасних австралійських сумчастих відійшли від лінії, яка веде до сучасних сумчастих Нового Світу на цьому континенті.

## Палеоекологія
Анатомія скелета Peradectes відповідає принаймні частково деревному способу життя. Аналіз також запропонував частково сканзоріальний спосіб життя (лазіння, але не обов’язково життя на деревах) для принаймні деяких видів Peradectes разом із плодоядними або комахоїдними.